# ブレス (映画)
『ブレス』（原題：숨）は、キム・ギドク監督による2007年公開の韓国映画。

## ストーリー
刑務所内で何度も自殺未遂を繰り返す死刑囚と彼に惹かれる主婦の交流を描く。女はたびたび死刑囚を訪れ、部屋の壁に春の壁紙を張ってラジカセから音楽を流して歌を歌ったりする。夏、秋とこうした趣向が続く。女にこんなことをさせる看守はキム・ギドクが演じている。最後に女は死刑囚とセックスを始める。この映画の筋が、同時期の万田邦敏の「接吻」に似ていると話題になった。

## キャスト
- チャン・チェン
- パク・チア（英語版）
- ハ・ジョンウ
- カン・イニョン
- キム・ギドク

## 評価
第60回カンヌ国際映画祭のコンペティション部門で上映され、パルム・ドールを競ったが、『4ヶ月、3週と2日』に敗れた。
『バラエティ』のデレク・エリーは、「2003年以降、国際的に成功しているこの監督の作品の1つである『春夏秋冬そして春』より遥かに野心の無い作品」と評した。